# Nijō Morotada
Nijō Morotada (二条師忠, [[[1254]] - 1341] Erro: {{japonês}}: texto da transliteração contém caractere não latino (pos 19) (ajuda)), foi um Nobre do período Kamakura da História do Japão.

## Vida e carreira
Foi filho de Nijō Yoshizane foi o segundo líder do Ramo Nijō (originário do Ramo Kujō do Clã Fujiwara).
Ingressou na Corte Imperial em 1260 durante o reinado do Imperador Kameyama, sendo nomeado camareiro, em 1263 foi promovido a Chūnagon e em 1265 nomeado Dainagon.
Em 1269 Morotada foi designado Naidaijin até 1271 quando foi promovido a Udaijin, e em 1275 já no reinado do Imperador Go-Uda, foi promovido a Sadaijin até 1288. Entre 1275 e 1287 foi nomeado tutor imperial (Togu-no-fu) do Príncipe Hirohito ( o futuro Imperador Fushimi ). Em 1287 ele foi nomeado Kanpaku do Imperador Go-Uda até sua abdicação naquele ano, e do Imperador Fushimi até 1289. Morotada também foi nomeado em 1287 como líder do clã Fujiwara.
Em 1294 Morotada abandonou sua vida como membro da Corte e se tornou um monge budista, morreu em 1341. 
Nijō Fuyumichi era seu filho e após a morte de seu pai adotou seu irmão mais novo Nijō Kanemoto.
| Precedido por Nijō Yoshizane      | -- 2º Líder dos Nijō Fujiwara | Sucedido por Nijō Kanemoto     |
| Precedido por Ichijō Ietsune      | 69º Sadaijin (1275-1288)      | Sucedido por Kujō Tadanori     |
| Precedido por Kasannoin Michimasa | 111º Udaijin (1271-1275)      | Sucedido por Kujō Tadanori     |
| Precedido por Nakanoin Michinari  | 82º Naidaijin (1269-1271)     | Sucedido por Kazanin Morotsugu |